# Terry Cochrane
Terry Cochrane (Killyleagh, 23 gennaio 1953) è un ex calciatore nordirlandese, di ruolo centrocampista.

## Carriera

### Club
Ha giocato tra la prima e la quarta divisione inglese, giocando circa 300 incontri tra i professionisti.

### Nazionale
Il 29 ottobre 1975 esordisce contro la Norvegia (3-0). Uscito subito dal giro della Nazionale, rientra nel 1978, giocando per l'Irlanda del Nord fino al 1984.